# أطفال الذرة 5: حقول الخوف
أطفال الذرة 5: حقول الخوف (بالإنجليزية: Children of the Corn V: Fields of Terror)‏ هو فيلم رعب تم إنتاجه في الولايات المتحدة وصدر سنة 1998 بطولة ستايسي غالينا والكسيس اركيت وهو الجزء الخامس من سلسلة أفلام «أطفال الذرة».

## القصة
يأخذ ستة طلاب جامعيين في رحلة على الطريق منعطفًا خاطئًا وينتهي بهم الأمر محاصرين في بلدة ريفية مهجورة بشكل غريب تسكنها طائفة غامضة من الأطفال.

## الميزانية والإيرادات
كلف الفيلم 1.7 مليون دولار.

## وصلات خارجية
أطفال الذرة 5: حقول الخوف على موقع IMDb (الإنجليزية)
- أطفال الذرة 5: حقول الخوف على موقع روتن توميتوز (الإنجليزية)
- أطفال الذرة 5: حقول الخوف على موقع نتفليكس (الإنجليزية)
- أطفال الذرة 5: حقول الخوف على موقع ألو سيني (الفرنسية)
- أطفال الذرة 5: حقول الخوف على موقع Turner Classic Movies (الإنجليزية)
- أطفال الذرة 5: حقول الخوف على موقع أول موفي (الإنجليزية)
- أطفال الذرة 5: حقول الخوف على موقع فيلمافينيتي (الإسبانية)
- أطفال الذرة 5: حقول الخوف على موقع قاعدة بيانات الأفلام السويدية (السويدية)
- أطفال الذرة 5: حقول الخوف على موقع قاعدة بيانات الفيلم (الإنجليزية)
- أطفال الذرة 5: حقول الخوف على موقع ليتربوكسد (الإنجليزية)